# Lahad Datu
Huyện Lahad Datu là một huyện thuộc bang Sabah của Malaysia. Huyện Lahad Datu có dân số thời điểm năm 2010 ước tính khoảng 199934 người.